# Prochoreutis alpinoides
Prochoreutis alpinoides là một loài bướm đêm thuộc họ Choreutidae. Loài này có ở Trung Quốc (Thiểm Tây).
Sải cánh dài khoảng 11 mm.